# نور الدين موسى
نور الدين موسى ولد في 5 يونيو 1956 في تيبازة هو سياسي جزائري.
مهندس دولة في الهندسة المدنية ، تخرج من المدرسة الوطنية للبوليتكنك في الجزائر عام 1979، عمل في هذا المجال قبل أن يصبح وزيراً للسياحة ثم السكن و العمران.

## وظائف
- 2005-2007 ، وزير السياحة.
- 2007-2012 ، وزير السكن و العمران.